# Нутрігеноміка

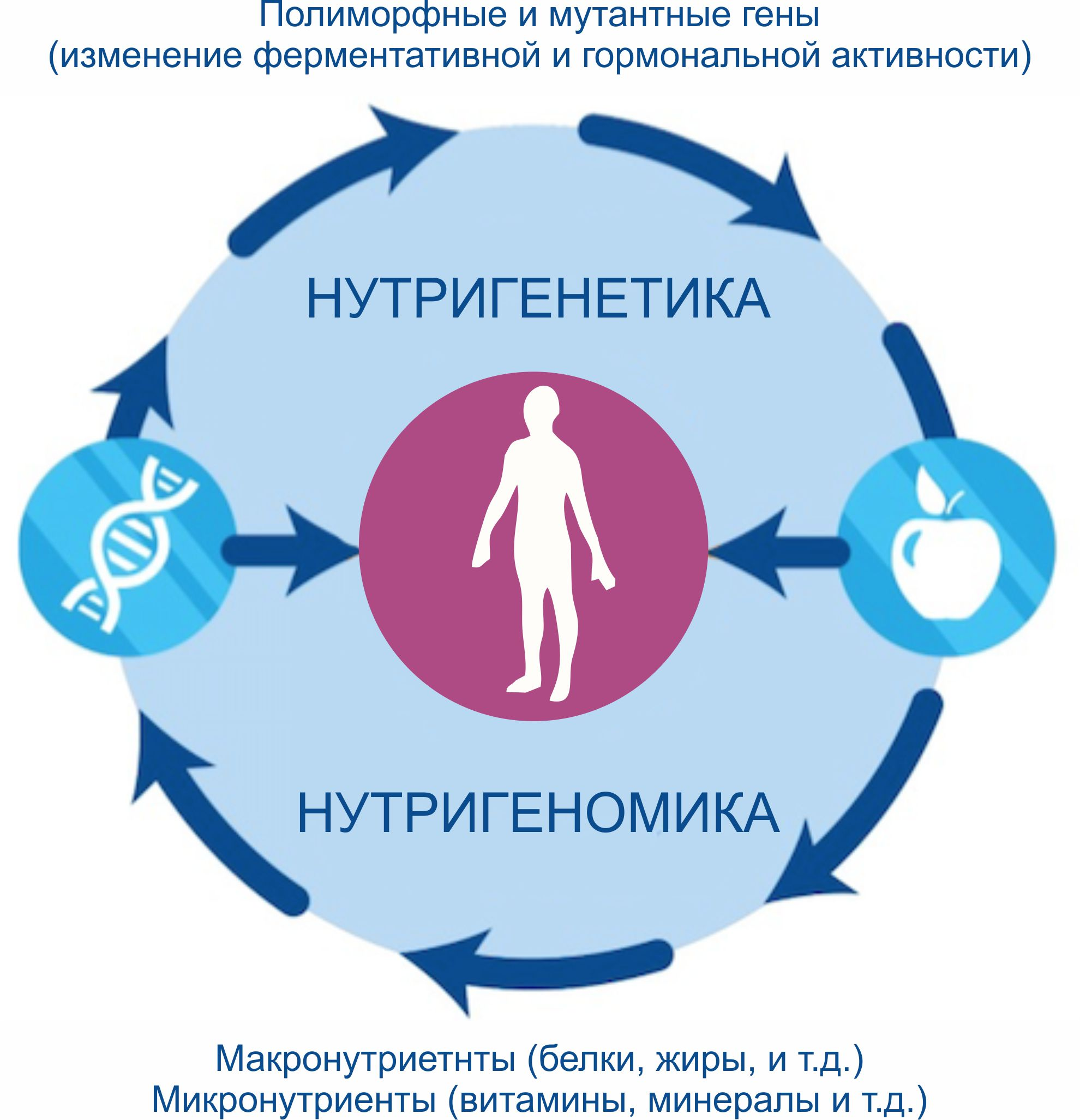
Нутрігеноміка та нутрігенетика

Нутрігеноміка — наука про вплив харчування на експресію генів. Нутрігеноміка вивчає вплив різних нутрієнтів на активність різних генів, на рівні епігенетики й епігеноміки, генетики й геноміки, та системної біології.
Тобто продукти харчування можуть "вмикати" чи "вимикати" конкретні гени, тим самим активуючи конкретні фізіологчні процеси, та сприяючи розвитку чи виліковуванню від різноманітних захворювань та патологій здоров'я.

## Загальні відомості
Нутрігеноміка взаємопов'язана з нутрігенетикою.
- Нутрігеноміка досліджує ефекти нутрієнтів і їх зв'язок з характеристиками експресії генома, протеомікою, метаболомікою і результуючими змінами в метаболізмі.
- Нутрігенетика досліджує ефекти генетичної варіабельності у впливі дієти на здоров'я.

Метою нутрігеноміки є дослідження оптимального раціонального харчування для підтримки здоров'я чи для лікування конкретних хвороб.

## Застосування
Основна увага приділяється профілактиці та корекції специфічних генетичних розладів. Прикладами генетично пов’язаних розладів, які покращуються при корекції харчування, є ожиріння, ішемічна хвороба серця (ІХС), гіпертонія та цукровий діабет 1 типу.

### Профілактика ішемічної хвороби серця
Гени, пов'язані з харчуванням, проявляються через чутливість організму до їжі. У дослідженнях ІХС існує зв’язок між хворобою та наявністю двох алелів, виявлених у локусах аполіпопротеїнів Е та В. Ці відмінності локусів призводять до індивідуальних реакцій на споживання ліпідів. Деякі люди відчувають збільшення ваги та більший ризик ІХС, тоді як інші з іншими локусами – ні. Дослідження показали пряму залежність між зниженням ризику ІХС і зниженням споживання ліпідів у всіх групах населення.

### Омолодження та здорове довголіття
Рандомізоване клінічне дослідження 2021 року 43 здорових людей у віці від 50 до 72 років показало, що 8 тижнів здорового способу життя — переважно рослинна дієта, достатній сон, фізичні вправи та активне розслаблення, прийом пробіотиків та фітонутрієнтів — омолодили біологічний (епігенетичний) вік людей у середньому на 3.2 роки (p=0.018).

## Середземноморська дієта
Середземноморська дієта відноситься до натуральних дієт, що походили з Греції, Італії та Іспанії до глобалізації харчових продуктів у 20 столітті. Дієта передбачає відносно велике споживання фруктів та овочів, горіхів, оливкової олії, жирних морепродуктів, бобових та цільнозернових. Мінімально споживаються продукти з підвищеною жирністю і молочні продукти.
Численні дослідження геноміки харчування показали, що середземноморська дієта є найкориснішою з харчової точки зору. Вона позитивно пов’язана зі зниженням смертності, профілактує метаболічні порушення, серцево-судинні захворювання і деякі типи онкопатологій. 
Ці переваги пояснюються великою кількістю харчових біологічно активних сполук, присутніх у середземноморських продуктах харчування. Прикладами цього є Curcuma longa (куркума), різноманітні поліфеноли, наприклад, ресвератрол, лікопен, кверцетин і поліфеноли в оливковій олії першого віджиму. Ці біологічно активні сполуки модифікують експресію генів та епігеном, запобігаючи розвитку багатьох захворювань.

### Книги
- Nicolle, Lorraine (2022). Using Nutrigenomics Within Personalized Nutrition. London: Jessica Kingsley Publishers. ISBN 978-0-85701-368-2.
- De Caterina, R.; Martínez Hernández, J. Alfredo; Kohlmeier, Martin (2020). Principles of nutrigenetics and nutrigenomics: fundamentals of individualized nutrition. London, United Kingdom. ISBN 978-0-12-804587-9.
- Ferguson, Lynnette R. (2014). Nutrigenomics and nutrigenetics in functional foods and personalized nutrition. Boca Raton, FL: Taylor & Francis/CRC Press. ISBN 978-1-4398-7681-7.

### Журнали
- Lifestyle Genomics

### Статті
- Nutrigenomics: goals and strategies (2003)
- Nutrigenomics: from molecular nutrition to prevention of disease (2006)
- Nutrigenomics research: a review (2013)
- Nutrigenomics: An inimitable interaction amid genomics, nutrition and health (2022)
- Nutrigenomics: linking food to genome (2023)